# Ordnung muss sein
Ordnung muss sein é uma expressão proverbial alemã que se traduz como "há de haver ordem". A ideia de "ordem" é geralmente aceita como um dos principais clichês que se usa para descrever a cultura alemã. Franz von Papen, por exemplo, citou-a em 1932 como a "expressão clássica" de Frederico, o Grande. Como o slogan usado por Paul von Hindenburg, ganhou fama "mundial" em 1930, de acordo com o periódico The New York Times. Uma versão mais longa está contida numa coleção de provérbios do século XIX: Ordnung muss sein, sagte Hans, da brachten sie ihn in das Spinnhaus (em português: "Deve haver ordem, dizia Hans, enquanto o levavam ao hospício)."
Provérbios alemães relacionados são Ordnung ist das halbe Leben, literalmente "a ordem é metade da vida", estendida humorosamente com und Unordnung die andere Hälfte ("e a desordem é a outr metade"). Semelhantemente, um provérbio diz Wer Ordnung hält, ist nur zu faul zum Suchen, querendo dizer que "aquele que mantém a ordem o faz apenas por preguiça de procurar".[carece de fontes?]
Há uma Ordnungsamt (Escritório de Ordem, para aplicação de códigos) em todo município e cidade alemã. Infrações menores são denominadas Ordnungswidrigkeit (significando "contrárias à ordem").